# 1508

## Esdeveniments
- Maximilià I del Sacre Imperi Romanogermànic ataca Venècia; posteriorment requerirà ajuda aragonesa
- Primera edició de l'Amadís de Gaula
- Afonso de Albuquerque ordena la conversió forçosa dels membres de les colònies portugueses orientals
- Inici de les pintures de la Volta de la Capella Sixtina

## Naixements
- 6 de març, Humayun, a Kabul, emperador dels mongols entre 1530 i 1556.
- 30 de novembre, 
  - Pàdua: Andrea Palladio, arquitecte.[1]
  - Jadraque: Mencía de Mendoza, noble i política castellana, deixebla de Lluís Vives, virreina de València, mecenes i col·leccionista d'art (m. 1554).[2]
- Hèrcules II d'Este, a Ferrara
- Robert Maigret, músic francés

## Necrològiques
- 11 d'abril, Guidobald I Montefeltro, a Fossombrone
- 27 de maig, Loches, França: Lluís Maria Sforza, noble italià, mecenes i duc de Milà entre 1494 i 1499 (n. 1452).[3]
- 23 de setembre, Beatriu d'Aragó, a Nàpols
- Ishaq Abrabanel, a Venècia
- 26 de novembre, Hug Roger III de Pallars Sobirà a Xàtiva